# Mercedes-Benz LG 3000
Der Mercedes LG 3000 war ein dreiachsiger Lastkraftwagen, der von der Daimler-Benz AG in verschiedenen Ausführungen für die deutsche Reichswehr entwickelt und von ihr wie auch von der späteren Wehrmacht als „mittlerer, geländegängiger Lastkraftwagen“ eingesetzt wurde. Viele verschiedene Truppenteile setzten das solide Fahrzeug der 3-t-Nutzlastklasse im Zweiten Weltkrieg bis 1945 ein. In Summe wurden knapp 7500 Stück gebaut, was den LG 3000 neben dem Henschel 33 zum häufigsten dreiachsigen Wehrmachtslastkraftwagen mit Dieselmotor macht.

## Entwicklung
1926 begannen Überlegungen der Reichswehr zur künftigen Ausrüstung des deutschen Heeres. Die generelle Motorisierung, die auch die Streitkräfte anderer Nationen seit dem Ende des Ersten Weltkrieges anstrebten, galt als wichtiger Aspekt möglicher künftiger Kriege. Geländegängige Lastkraftwagen, die große Gespanne ersetzen konnten, standen in der kaiserlichen Armee noch nicht zur Verfügung, auch wurden solche in Deutschland noch nicht produziert.
Die Reichswehr formulierte ihre genauen Anforderungen an ein solches Fahrzeug und gab diese Beschreibung an die deutschen Nutzfahrzeughersteller. Die Spezifikation forderte einen dreiachsigen, hinten zwillingsbereiften Lastkraftwagen mit 3000 kg Nutzlast, hoher Bodenfreiheit, angetriebenen Hinterachsen und guter Zugkraft. Von der Beschreibung in der Reichswehr her hieß die Klasse „mittlerer geländegängiger Lastkraftwagen (o)“, wobei „o“ für handelsüblich, also einen Industrieentwurf stand. Nach anderen Quellen stand das Kürzel „(o)“ für offene Fahrkabinen mit Planenverdeck. 
Das erste Unternehmen, das reagierte, war 1928 Henschel mit dem Typ Henschel 33, doch auch Krupp präsentierte kurz darauf seinen Typ Krupp L3 H63. Die Zeichen der Zeit deutend präsentierte Büssing-NAG etwa 1932/33 seinen Typ III GL 6 und letztlich etwa 1935/36 Daimler-Benz seinen Typ LG 3000. Bei Magirus wurde von 1934 bis 1937 der Typ Magirus M 206 als Dreiachser gebaut. Alle Hersteller erhielten Aufträge für diese Lkw-Klasse.
Da die Modelle von Krupp und Henschel früh zur Verfügung standen und der nächste Konflikt noch nicht direkt erwartet wurde, durchliefen beide Fahrzeuge eine umfassende Erprobung.
Interessanterweise wurde auch die Deutsche Reichsbahn in die Erprobung einbezogen. Bis 1934 wurden nur kleinere Serien gefertigt und geliefert, doch 1934 folgten erste Großaufträge. Daimler-Benz erkannte, dass hier ein größeres Auftragsvolumen zu erwarten war und zog mit drei Prototypen vom Typ LG 63 nach.
Nach einer Qualifizierung des Entwurfs wurde das Fahrzeug als LG 3000 bestellt und gebaut.

## Produktion
Eine größere Serienfertigung begann 1936 mit 500 Fahrzeugen in diesem Jahr. Der Höhepunkt der Fertigung war bereits 1937 mit fast 2500 Fahrzeugen erreicht. Bis 1940 wurden insgesamt 7.440 Fahrzeuge gefertigt.
Neben der Wehrmacht kauften auch andere Kunden das Fahrzeug in kleinerer Stückzahl. So lief es auch bei Reichsbahn und der Reichspost.
Kleinere Stückzahlen sollen exportiert worden sein.

## LG 4000
Von 1937 bis 1939 wurde eine Variante für 4 t Nutzlast angeboten. Diese war weitgehend identisch, hatte aber einen längeren Radstand von 3800 + 1200 mm.

## Einsatz und Benennungen zu Varianten
Die Fahrzeuge wurden sowohl von zivilen Nutzern und bei Organisationen wie Feuerwehr etc. eingesetzt. Für den militärischen Einsatz sind etliche Bauweisen bekannt, die zum Teil ausführliche Variantenbenennungen aber auch Kurzbezeichnungen wie Kfz. 72, Kfz. 303 oder auch TS 2,5 hatten. Nachfolgend dazu eine Übersicht:
militärisch:
- offener Pritschenwagen (Standard)
- Feldfernkabelwagen – Einbausatz auf Pritschenausführung
- mittlerer Flak-Kraftwagen – entsprechendes Zubehör
- Kfz. 72 – geschlossener Aufbau mit senkrechten Holzstabwänden (Funkbetriebs-, Fernschreib-, Fernsprechbetriebs-, Funkhorch-, Wetter- und Druckerei-Kraftwagen)
- Flakmesstrupp-Kraftwagen I und II (Kfz. 74)
- Nebel-Kraftwagen Kfz. 91 – Nebeltruppe
- Funkmastkraftwagen (Kfz. 301)
- Horchfunkpeilkraftwagen (Kfz. 303)
- Tankspritze Ts 2,5 Kfz. 343
- Flugbetriebsstoffkesselkraftwagen (Kfz. 384)
- Pionier-Kraftwagen I – Sonderaufbau in der Pritschenversion – Zugang zu Staufächern durch öffnen der seitlichen Bordwand
- Kranwagen mit Aufsetzkran 3 t

zivil:
- Tankspritze auf Fahrgestell LGS 3000 mit Metz-Aufbau „Zweckverband Reichsparteitag Nürnberg“
- CO2-Kraftspritzenspeziallöschfahrzeug „Zweckverband Reichsparteitag Nürnberg“